# Distretto di Aarwangen
Il distretto di Aarwangen è stato uno dei 26 distretti del canton Berna in Svizzera. Confinava con i distretti di Trachselwald a sud, di Burgdorf a sud-ovest, di Wangen a ovest, con il Canton Soletta (distretto di Gäu) a nord, con il Canton Argovia (distretto di Zofingen) e con il Canton Lucerna (distretto di Willisau) a est. La sua superficie era di 154 km² e il suo capoluogo era il comune di Aarwangen.
I suoi comuni sono passati alla sua soppressione al circondario dell'Alta Argovia.

## Comuni
- CH-4912 Aarwangen
- CH-4944 Auswil
- CH-4913 Bannwil
- CH-3368 Bleienbach
- CH-4917 Busswil bei Melchnau
- CH-4955 Gondiswil
- CH-4936 Kleindietwil
- CH-4900 Langenthal
- CH-4935 Leimiswil
- CH-4932 Lotzwil
- CH-4934 Madiswil
- CH-4917 Melchnau
- CH-4924 Obersteckholz
- CH-4943 Oeschenbach
- CH-4919 Reisiswil
- CH-4914 Roggwil
- CH-4938 Rohrbach
- CH-4938 Rohrbachgraben
- CH-4933 Rütschelen
- CH-4911 Schwarzhäusern
- CH-4922 Thunstetten
- CH-4916 Untersteckholz
- CH-4937 Ursenbach
- CH-4923 Wynau

### Divisioni
- 1815: Melchnau → Melchnau, Reisiswil

### Fusioni
- 1898: Langenthal, Schoren → Langenthal
- 2007: Gutenburg, Madiswil → Madiswil